# Escalopa parisenca
L'escalopa parisenca (en alemany Pariser Schnitzel) és una variació d'schnitzel de la cuina francesa. A diferència del Wiener Schnitzel i d'altres varietats més habituals d'schnitzel, es fa sense farina de galeta. El nom data de l'Exposició Universal de París de 1889.
El plat es prepara a partir d'una escalopa de vedella, que se sala, s'enfarina, se submergeix en ou batut i es fregeix en una paella escalfada a 160-170°C, en mantega clarificada o llard, fins que l'exterior es torna daurat.